# لوبکات
لوبکات جزء اصلی و ماده اولیه تولید روغن موتور که حدود ۸۵ الی ۹۵ درصد آن را تشکیل می‌دهد، یکی از برش‌های (محصولات) نفتی بنام برش روغن یا لوبکات (lube cut) است که از پالایشگاههای نفت خام تأمین شده و در پالایشگاه‌های روغن، عملیات پالایش روی لوبکات انجام شده و ماده‌ای به نام روغن پایه به عنوان ماده اصلی روغن‌های موتوری، صنعتی و گریس از آن بدست می‌آید.
در حال حاضر در ایران چهار پالایشگاه نفت پارس، بهران، ایرانول و سپاهان به تولید روغن‌های دست اول از لوبکات حاصل از نفت خام مشغول هستند. تعدادی از روغن‌های موتوری نیز دارای روغن پایه‌هایی غیر از نفت خام به نام روغن پایه سنتزی هستند.